# ミンディー・フィン
ミンディー・フィン（Mindy Finn, 1980年2月10日 - ）は、アメリカ合衆国の起業家である。

## 概要
起業家としてデジタルメディア関係企業の経営者として活動するほか、共和党支持者としてデジタルメディアを使用した政治広告を作成した。ジョージ・W・ブッシュの広告を手掛けた経験もある。

### 2016年アメリカ合衆国大統領選挙
2016年アメリカ合衆国大統領選挙に無所属の副大統領候補として立候補を表明した。